# شروتي شارما
شروتي شارما هي عارضة ومتسابقة ملكة الجمال وممثلة هندية، ولدت في 1981 في الهند.

## وصلات خارجية
- شروتي شارما على موقع IMDb (الإنجليزية)
- شروتي شارما على موقع ألو سيني (الفرنسية)
- شروتي شارما على موقع كينوبويسك (الروسية)